# فراری از واقعیت
فراری از واقعیت (انگلیسی: The Escapist) فیلمی در ژانر جنایی است که در سال ۲۰۰۸ منتشر شد.

## بازیگران
- برایان کاکس
- جوزف فینز
- دومینیک کوپر
- دیمین لوئیس
- لیام کانینگهام
- استیفن مکینتاش
- شیمس
- سئو ژاهژی